# Arata Yoshiaki
Arata Yoshiaki (ja. 荒田 吉明), född 22 maj 1924 i Kyoto prefektur, död 5 juni 2018, var en japansk fysiker, pionjär inom kärnfusionsforskning i Japan och professor emeritus vid Osaka universitet. Han omtalas som en inbiten nationalist, som endast använde japanska i offentliga sammanhang och ogillade när man vände hans namn med familjenamnet sist. Han tilldelades den kejserliga kulturorden 2006.
Arata är känd för att ha publicerat sig inom kall fusion, vilket tog fart kring 1989, tillsammans med kollegan Yue Chang Zhang.